# ライヒスマルク

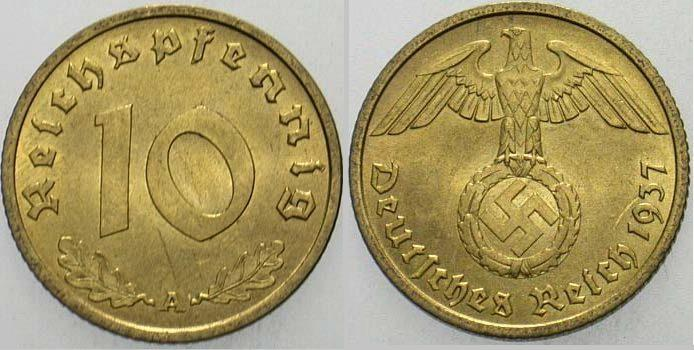

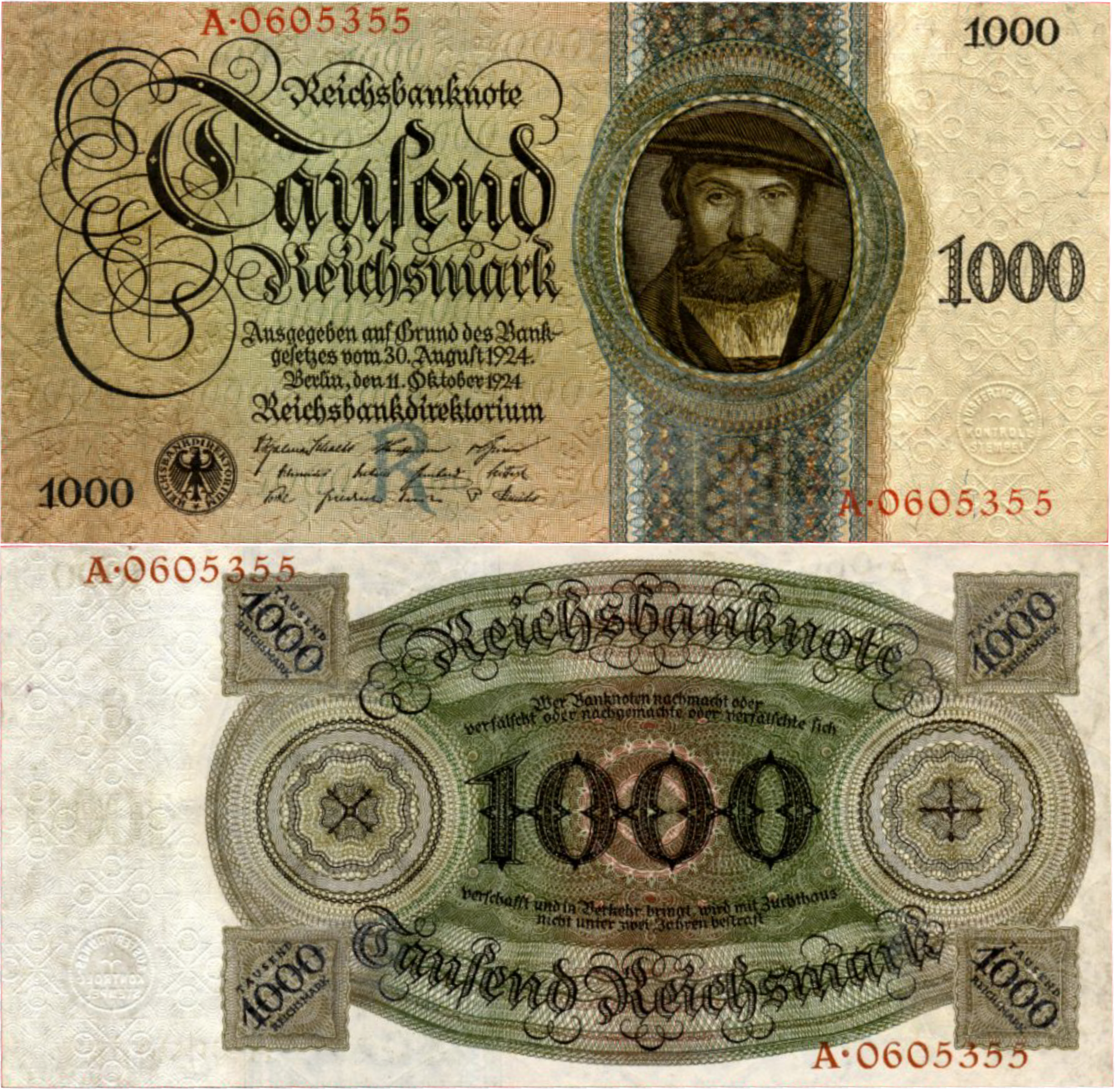
1000ライヒスマルク紙幣（1924年）

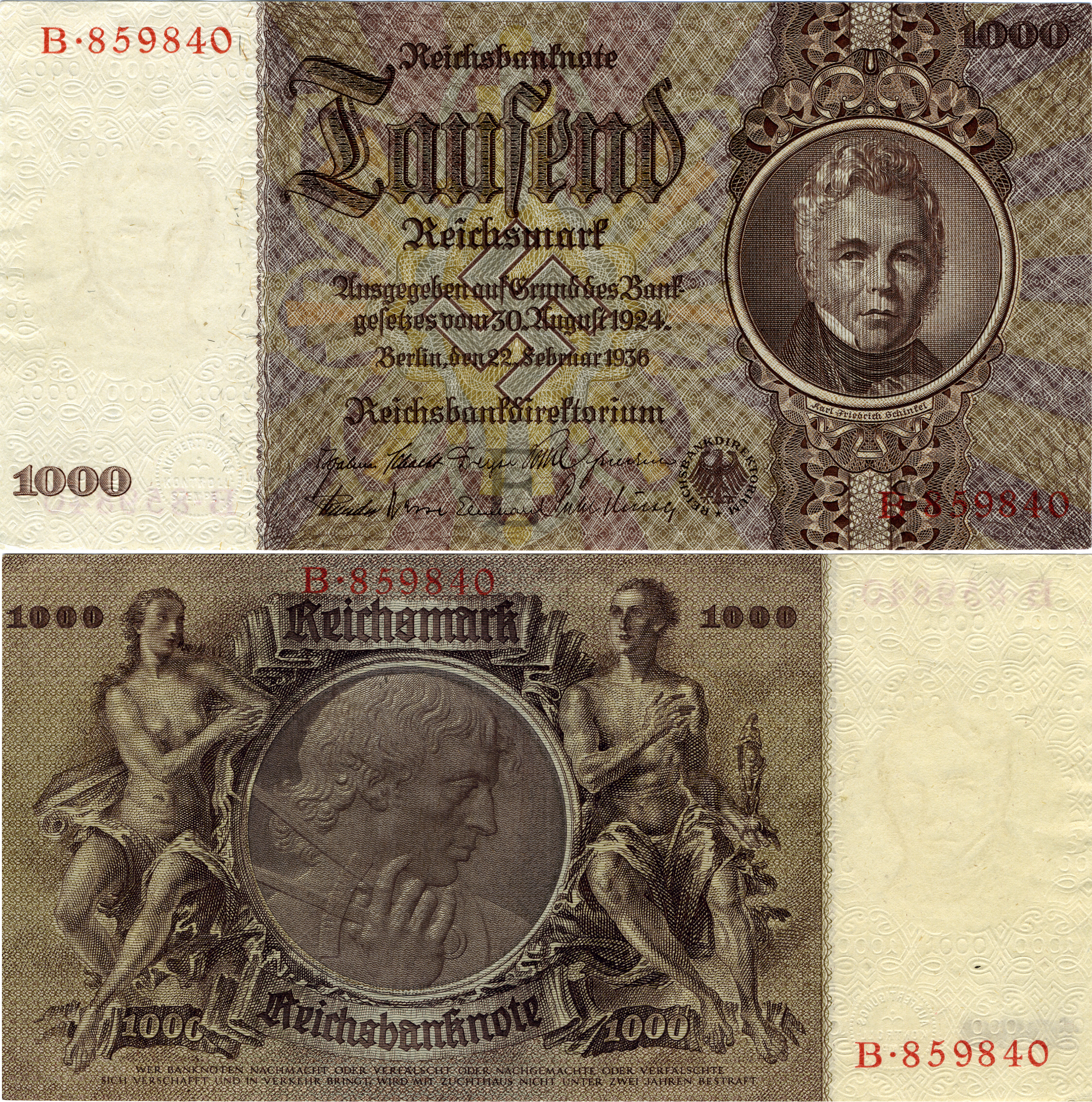
1000ライヒスマルク紙幣（1935年）

ライヒスマルク（ドイツ語: Reichsmark, RM）とは、1924年から1948年6月20日まで使用された、ドイツの公式通貨。

## 概要
ライヒスマルクは、1923年にピークに達したハイパーインフレーションに対処するため、パピエルマルクの代替として1924年に導入された通貨であった。この際のライヒスマルクとパピエルマルクの交換レートは、1:1,000,000,000,000（1:1兆）であった。これは4.2ライヒスマルク:1ドルのレートでドルに連動した。経済を均衡化し安定させるため、パピエルマルクは直接ライヒスマルクと両替されず、レンテンマルク（ドイツ国内の土地を担保とし、ドイツ・レンテン銀行によって保証された臨時通貨）と両替された。
「マルク」は古ドイツ語で「通貨」の意でもあり、12世紀以来使用されている。マルクは1871年のドイツ帝国統一後にドイツの主要な通貨となった。しかしながら、硬貨は1ペニヒから1マルクまでの各種のコインが統一デザインで帝国全土に発行されたものの、1マルクより上の通貨は帝国の各構成国ごとに発行され、その裏面は統一デザインとしてドイツ帝国国章である鷲の紋章（ライヒスアドラー）とし、表面は各国独自のデザインを採用した。表面のデザインは各国の君主の肖像が一般的であったが、自由都市であるブレーメン、ハンブルク、リューベックでは市章が用いられた。これらの多くの現地通貨が20世紀前半までドイツで共存していた。 
第二次世界大戦後のアメリカ・イギリス・フランス・ソビエト連邦の4か国の分割占領下でも流通を続けたが、1948年6月からソ連占領地域と米英仏占領地域(トライゾーン)でそれぞれ東側の東ドイツマルク(Mark der DDR。あるいはオストマルク(Ostmark))と西側のドイツマルクへの通貨改革が実施されて消滅した。この通貨改革が、ベルリン封鎖の直接の引き金となる。